# Szewnia (struga)
Szewnia (struga) – struga, lewy dopływ Sanu.
Struga płynie w woj. podkarpackim, w pow. jarosławskim. 
Źródło ma miejsce w Jarosławiu (Krakowskie Przedmieście), przy ul. Grodziszczańskiej. W początkowym biegu na terenie Jarosławia struga ma nazwę Potok Miła (Miłka), a dalej już płynie jako Szewnia.

## Przepływ
Potok Miła (Miłka).
- źródło – Jarosław (Krakowskie Przedmieście), ul. Grodziszczańska.
- Jarosław (pogranicze Kruhela Pełkińskiego i Kruhela Pawłosiowskiego).

Szewnia.
- Pełkinie.
- Wólka Pełkińska (Wawry i Machały).
- pogranicze Kostkowa (Wielgosy) i Woli Buchowskiej.

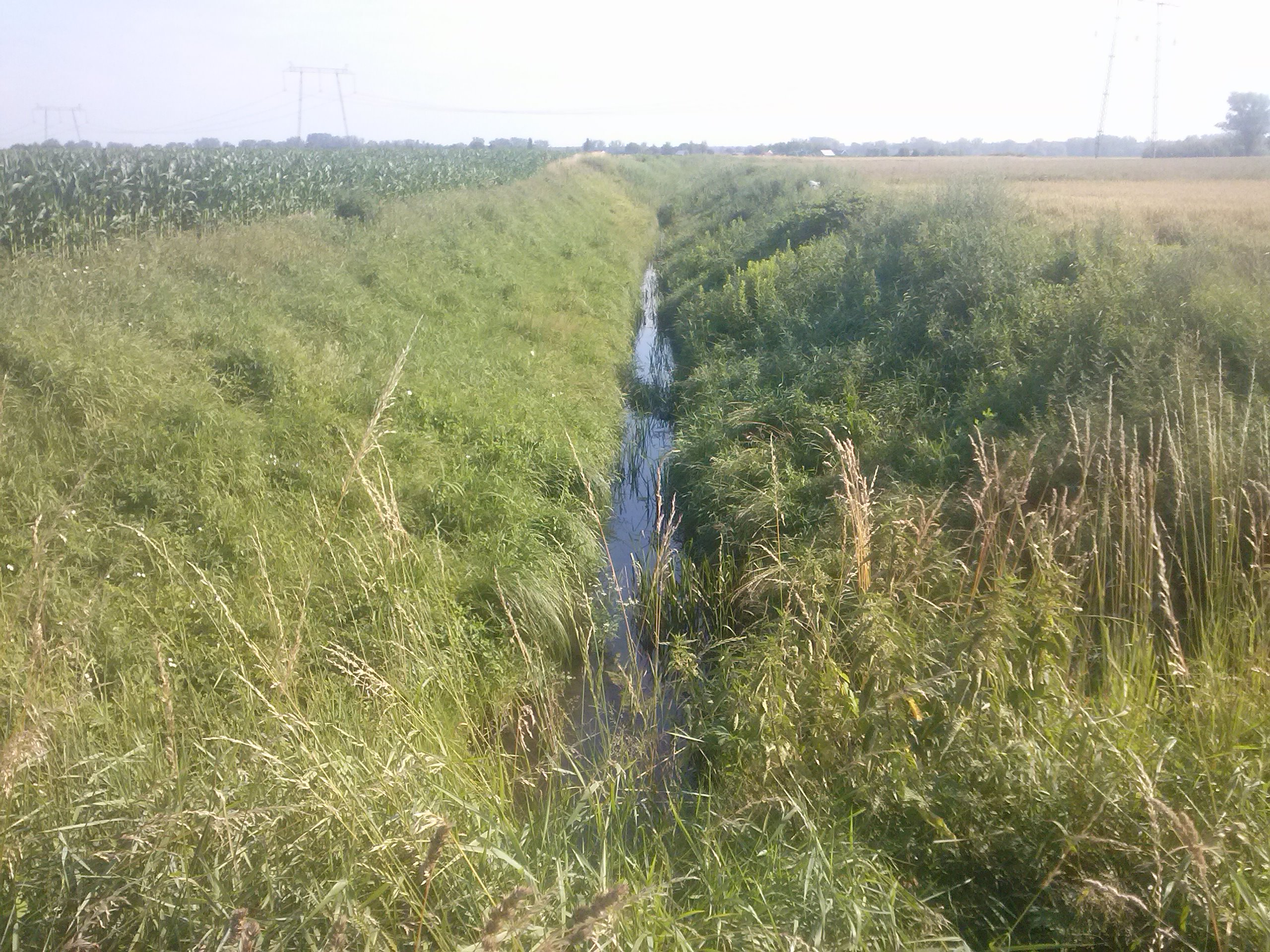
Szewnia obok cmentarza wojennego, przy granicy Kostkowa

- Leżachów-Osada.
- ujście do Sanu – Leżachów-Osada.